# Alain Tassel (homme politique)
Alain Tassel est un homme politique français né le 11 juillet 1765 à Ploubezre (Bretagne) et mort le 3 avril 1840 à Lannion (Côtes-du-Nord).

## Biographie
Avoué à Lannion, il est député des Côtes-du-Nord en 1815, pendant les Cent-Jours.

## Sources
- « Alain Tassel (homme politique) », dans Adolphe Robert et Gaston Cougny, Dictionnaire des parlementaires français, Edgar Bourloton, 1889-1891 [détail de l’édition]